# Saxifraga parnassioides
Saxifraga parnassioides är en stenbräckeväxtart som beskrevs av Eduard August von Regel och Schmalh.. Saxifraga parnassioides ingår i Bräckesläktet som ingår i familjen stenbräckeväxter. Inga underarter finns listade i Catalogue of Life.